# Tisza
El Tisza (pronunciado [tisa]; en eslovaco, rumano y serbocroata: Tisa (serbio cirílico: Тиса); en alemán, Theiß pronunciado [tajs]) es un río de Europa central que fluye por Ucrania, Rumania, Hungría, Eslovaquia (un cortísimo tramo fronterizo) y Serbia, hasta desembocar en el Danubio, del que es su mayor afluente. Tiene una longitud de 1358 km (el undécimo río más largo de Europa) y drena una cuenca de unos 157 186 km².

## Historia
El río fue conocido como Tisia en la antigüedad, y sus nombres latinos eran Tissus, Tisia y Pathissus (Plinio el Viejo, Historia natural, 4.25).

## Geografía

### Curso en Ucrania
El Tisa nace en la parte suroccidental de Ucrania, en el óblast de Transcarpacia, de la confluencia de dos pequeños ríos de montaña, el Tisa blanco y el Tisa negro, ambos provenientes del macizo de los Cárpatos. Discurre primero en dirección sur, pasando por las pequeñas localidades de Yasinya, Surdok, Kvasy, Balin Rakhov (15 241 hab. en 2001), Plëso y Bulin, fluyendo por el fondo de un cerrado valle por el que también corren la carretera A-265 y el ferrocarril que llega desde Rumania.

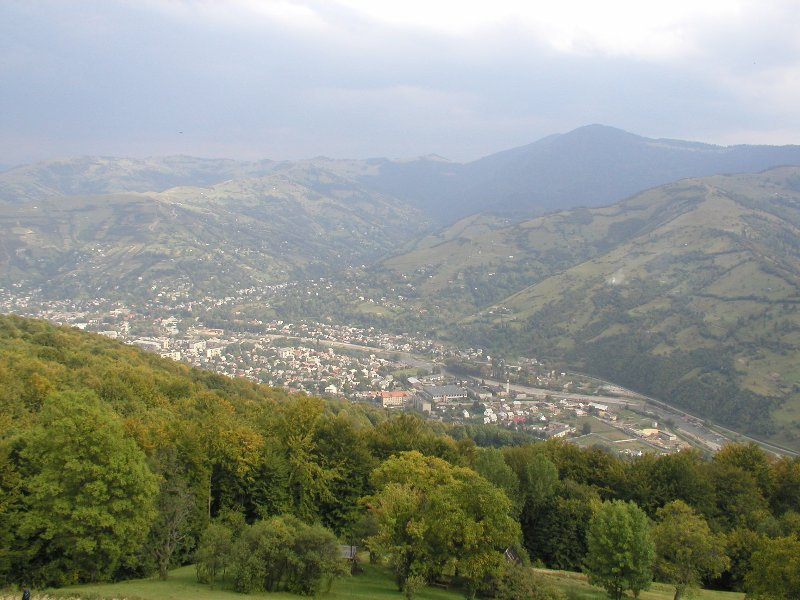
El río Tisa a su paso por Rájiv (curso alto, Ucrania)

Luego el río vira hacia el oeste y forma durante un largo tramo la frontera natural entre Ucrania, al norte, y Rumania, distrito de Maramureş, al sur. En este tramo fronterizo el río recibe por la derecha, provenientes de la vertiente meridional de los Cárpatos, muchos pequeños y caudalosos ríos ucranianos y algunos afluentes más largos que llegan del sur, de Rumania como los ríos Visó (77 km) e Iza (83 km). Pasa en este trayecto cerca de las localidades de Velykyy Bychkiv (9423 hab.), Sararau, Grushevo, Teresva (donde recibe al río Teresva) y Tyachev (9519 hab.).
Pasada Tyachev, el río se adentra en Ucrania, discurriendo no lejos de la frontera con Rumanía y Hungría. Recibe por la derecha al río Tereblja y llega enseguida a Bushtyna, siguiendo luego por las localidades de Vyshkove, Steblevka, Sokimitsa y Just (28 559 hab.), la más importante de las ciudades ucranianas por las que fluye. Aquí recibe, por la derecha, al río Rika (Nagy-ág), uno de los más largos afluentes de su curso alto (92 km). Sigue después su curso descendente pasando por Kriva, Veryatsa, Korolevo (8064 hab. en 2004), Tekovo, Petrovo y Vylok.
El río forma durante un corto tramo nuevamente frontera, esta vez entre Ucrania, al norte, y Hungría, al sur. El tramo comienza cerca de la localidad húngara de Tiszabes y acaba cerca de la ucraniana Bodokov, donde el río entra en Hungría. En este corto tramo el Tisa recibe por la derecha las aguas del río Borzsa (106 km).

### Curso en Hungría

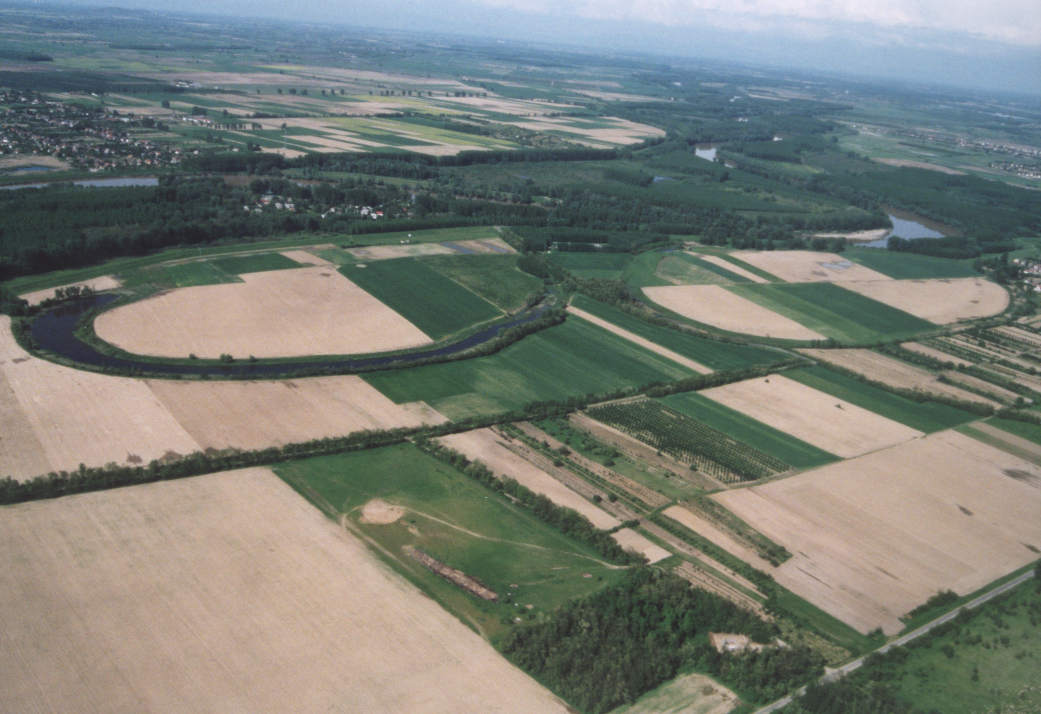
La llanura del Tisa, cerca de Dombrád.

Continúa el Tisza por el condado húngaro de Szabolcs-Szatmár-Bereg, llegando a las pequeñas localidades de Tividar (201 hab.) y Kisar. Después vira hacia el norte y llega a Jánd (851 hab.), para recibir al poco, esta vez por la izquierda y llegando del sur, de Rumania, las aguas del río Someş, con 388 km de longitud. Al poco recibe también al río Crasna, con 140 km de longitud, poco antes de llegar a Gergelyiogornya y Vásárosnamény (9.325 hab.).
Prosigue hacia el norte, bañando Tiszaszalka (953 hab.), Tiszavid (509 hab.), Aranyosapáti (2144 hab.), Tiszaadony (728 hab.) y Benk (491 hab.). Nuevamente el Tisa forma otra vez fronteras, está vez en un tramo aún más corto mientras describe una amplia curva: primero, entre Hungría y Ucrania, cerca de Záhony (4675 hab.); luego, un triple punto entre Hungría, Ucrania y Eslovaquia; y después, entre Eslovaquia y Hungría. A continuación, el río se adentra ya decididamente en Hungría.

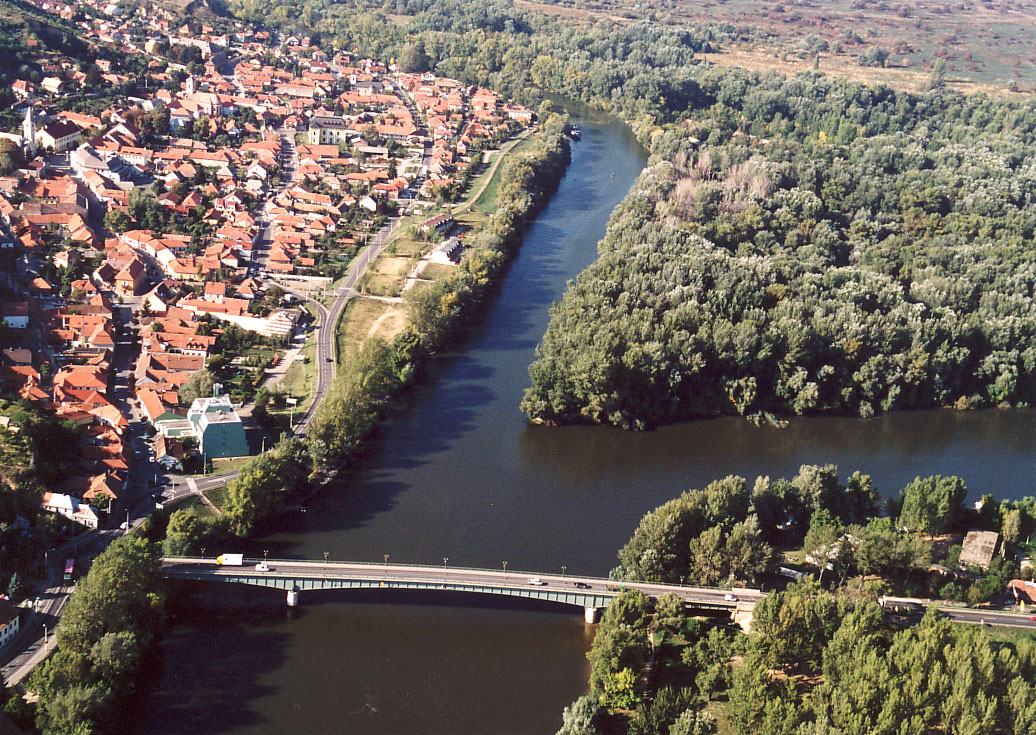
Confluencia de los ríos Tisza y Bodrog en la ciudad de Tokaj

Sigue el Tisza trazando límites, esta vez entre los condados de Szabolcs-Szatmár-Bereg, al sureste, y Borsod-Abaúj-Zemplén, al noroeste. Discurre en dirección suroeste, con un curso típico de llanura, con grandes curvas, lentos meandros y muchos brazos y meandros abandonados. Pasa cerca de Tuszér (3373 hab.), Szabolcsveresmart (1765 hab.), Dombrád (4243 hab.), Tiszacsermely (647 hab.), Tiszatelek (1513 hab.), Tiszakarad , Kenezio, Blasa, Timár (1451 hab.), Vecseiudvar y Tokaj (5155 hab.), donde recibe por la derecha, llegando del norte, al Bodrog, un río de solamente 70 km pero con una cuenca de 13 579 km², ya que se forma cerca de Cejkov, por la confluencia de los ríos Ondava (145,6 km) y Latorica (188 km). Tokaj es la capital de la zona vinícola Tokaj-Hegyalja, que ha sido declarada como patrimonio de la Unesco («Paisaje histórico-cultural de la región vitivinícola de Tokaj»).

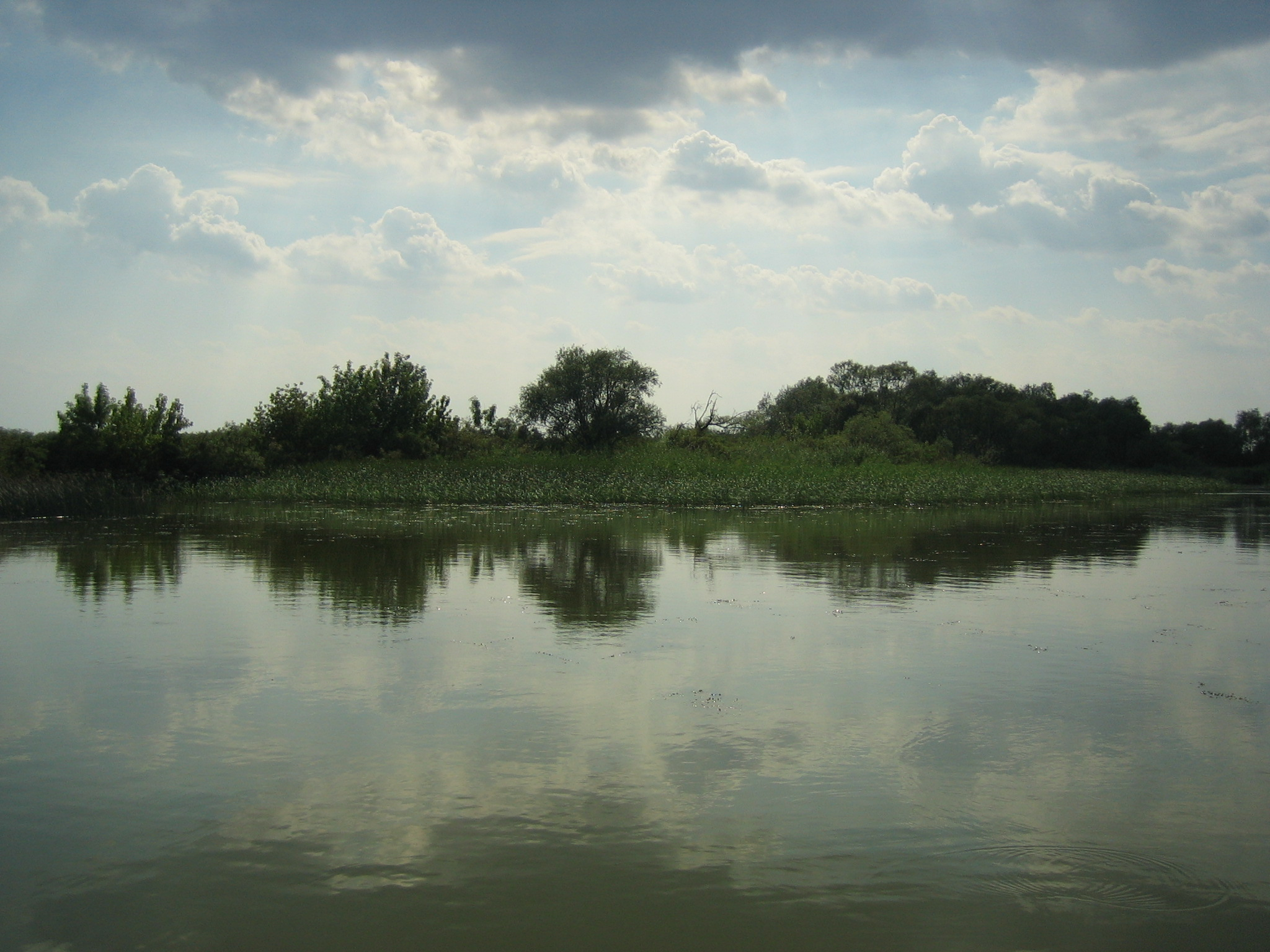
El lago artificial Tisza, donde remansa el Tisza para evitar inundaciones.

Continúa el río Tisza en la misma dirección, pasando por Tiszanagyfalu (1981 hab.), Tiszatardos (247 hab.), Tiszadada (2410 hab.) y Tiszadob (3341 hab.). El río sigue separando condados, esta vez Borsod-Abaúj-Zemplén, al oeste, y Hajdú-Bihar, al este. Llega a Tiszagyulaháza (820 hab.) y luego recibe, por la derecha y llegando del norte, al río Sajó (229 km y una amplia cuenca de 12 700 km²), cerca de la ciudad de Tiszaújváros (17 517 hab.). Continúa fluyendo cada vez más SSO, llegando a Tiszapalkonya (1523 hab.), Tiszakeszi (2682 hab.), Ároktő (1215 hab.), Tiszadorogma (466 hab.) y Tiszavalk (339 hab.), a orillas ya del lago Tisza.

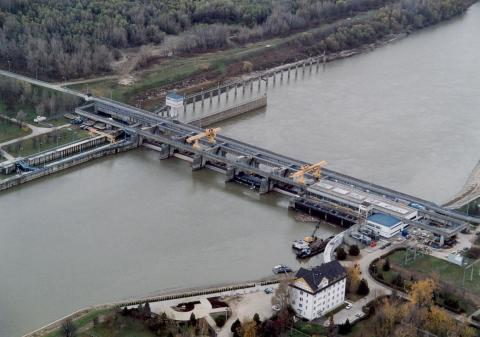
Kisköre, esclusa justo después del lago Tisza.

El lago es el mayor embalse artificial de Hungría y fue comenzado en 1973 (y acabado en la década de los 1990) como parte de un proyecto para evitar las frecuentes inundaciones del río. Se usa como aliviadero y tiene una longitud de 27 km, una superficie de 127 km² y una profundidad media de solamente 1,3 m.

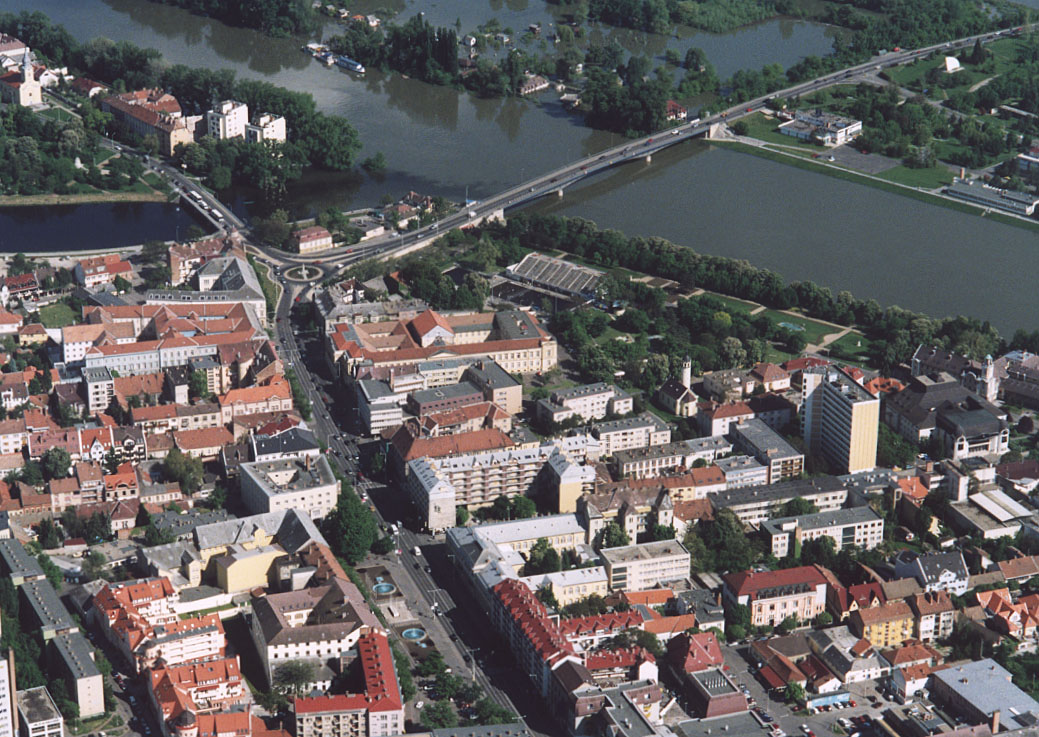
El Tisa a su paso por la ciudad de Szolnok

El Tisza sigue siendo frontera, ahora entre los condados de Heves, al oeste, y Jász-Nagykun-Szolnok, al este. Sigue el río su lento discurrir, llegando a Kisköre (3095 hab.), donde se ha construido una central hidroeléctrica, y después Tiszabura (2775 hab.). Se adentra ya en el condado de Jász-Nagykun-Szolnok, pasando por las pequeñas localidades de Tiszaroff (1905 hab.), Kőtelek (1803 hab.), Tiszabő (2033 hab.), Nagykörű (1725 hab.), Tiszapüspöki (2130 hab.) y Szajol (4057 hab.). Llega a la ciudad de Szolnok (75 474 hab. en 2007), donde recibe, por la derecha, al río Zagyva, un largo río procedente del norte, con 160 km y una cuenca de 5677 km².
Continúa en dirección sur por Tiszavárkony (1751 hab.) y Martfű (7356 hab.). Sigue otro tramo en el que forma frontera natural entre condados, esta vez entre Bács-Kiskun, al oeste, y Jász-Nagykun-Szolnok, al este. Pasa por Tiszakécske (11 860 hab.), Tiszakürt (1594 hab.), Tiszaalpár (5179 hab.), Tiszasas (1192 hab.). Entra por la parte septentrional en el condado de Csongrád y llega a la ciudad de Csongrád (18 937 hab.) poco después de haber recibido por la izquierda, al río Criş (Körös). Con 568 km de longitud y una cuenca de 27.500 km², el río Criş es uno de sus afluentes más importantes, formado por la confluencia de tres fuentes importantes en Rumania: el río Crişul Repede (209 km); el río Crişul Alb (235,7 km) y el río Crişul Negru (168 km).
Continúa el Tisza hacia el sur, pasando cerca de la ciudad de Szentes (31 082 hab.) y luego por Mindszent (7500 hab.) y Mártély (1388 hab.), para llegar poco después a Szeged (167 039 hab. en 2008), la principal ciudad de todo su recorrido. En Szeged recibe por la izquierda, llegando del este, las aguas del principal de sus afluentes, el largo río río Mureş (con 761 km), que también llega del este, de Rumania.

### Curso en Serbia

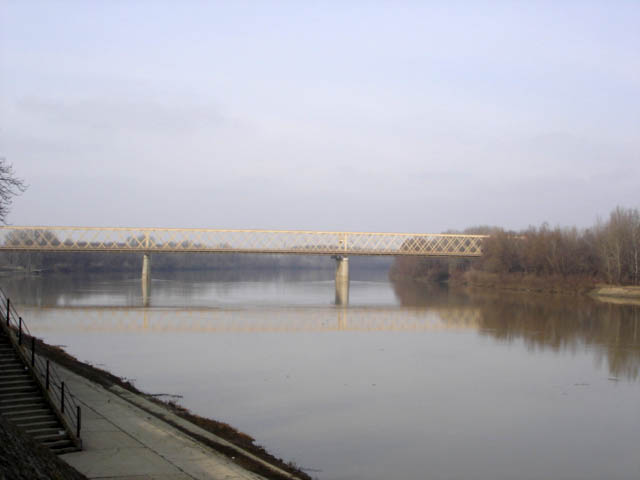
Puente sobre el Tisa en Senta (Serbia)

Al poco sale de Hungría y entra, por su parte norte, en la República de Serbia, en la provincia autónoma de Voivodina, un tramo en el históricamente se consideró el río la separación entre las regiones naturales de Bačka y Banato. El Tisa sigue por las localidades de Kanjiza, Novi Knezevac, Senta (20 302 hab. en 2002), Padej (2882), Ada, Mol (6786 hab.), Becej (40 877 hab.) y Novi Becej. Recibe por la izquierda al río Bega (255 km)  y después llega a Titel y Knicanin. Desemboca finalmente en el Danubio, por su margen izquierda, cerca de la localidad de Stari Slank.

### Afluentes
El río Tisa tiene muchos afluentes por ambas márgenes, siendo los principales, yendo en dirección aguas abajo, los siguientes:
frontera ucrano-rumana
- río Iza, por la izquierda, con 83 km de longitud;
- río Vişeu, por la izquierda, con 73 km de longitud;
- río Rika (Nagy-ág), por la derecha, con 92 km de longitud;
- río Borzsa, por la derecha, con 106 km de longitud;
- el río Tur, con 68 km de longitud;

en Hungría
- río Someş, que desemboca cerca de Vásárosnamény, con 388 km de longitud. Formado, cerca de Dej, por la confluencia de los ríos Someşul Mic (178 km) (formado a su vez, en Gilău, por los ríos Someşul Cald y Someşul Rece) y el Someşul Mare (130 km) (cuyo principal afluente es el río Şieu-Bistriţa)
- río Crasna, que desemboca en Vásárosnamény por la izquierda, con 140 km de longitud;
- río Bodrog, que desemboca por la derecha en Tokaj, con 70 km y una cuenca de 13 579 km². Formado, cerca de Cejkov, por la confluencia de los ríos Ondava (145,6 km) y Latorica (188 km).
- río Sajó, que desemboca por la derecha en Tiszaújváros, con 229 km de longitud;
- río Zagyva, que desemboca por la derecha en Szolnok, con 160 km de longitud y una cuenca de 5677 km²;
- río Criş, que desemboca por la izquierda cerca de Csongrád, con 568 km de longitud y una cuenca de 27 500 km². Formado por la confluencia de tres fuentes: el río Crişul Repede (209 km, cerca de Gyoma); y cerca de Gyula, el río Crişul Alb (235,7 km) y el río Crişul Negru (168 km)
- río Mureş, que desemboca en Szeged, con 761 km de longitud y una cuenca de 27 049 km². Sus principales afluentes son el río Arieş (cerca de Gura Arieşului, con 164 km) y el río Târnava (cerca de Teiuş, con 28 km), formado en Blaj por la confluencia de los ríos Târnava Mare (221 km) y Târnava Mică (191 km);

En Serbia
- el río Bega, que desemboca cerca de Titel, con 255 km de longitud;
- el río Jegrička, que desemboca cerca de Žabalj, con 65 km de longitud;
- el río Čik, que desemboca cerca de Bačko Petrovo Selo, con 95 km de longitud;

Otros afluentes menores del curso alto son los ríos Batár, Şugătag, Baia, Şaroş, Săpânţa, Valea Hotarului, Bicu, Sarasău y Valea Iepei.

## Regulación del Tisa
Tras varios intentos a pequeña escala, István Széchenyi organizó un proyecto hidráulico conocido como «el control del Tisa» ("a Tisza szabályozása") que comenzó el 27 de agosto de 1846 y terminó en 1880. Como resultado de las actuaciones emprendidas la longitud del río se redujo sensiblemente, y de los antaño 1.419 km de curso por Hungría quedaron solamente 966 km, con 589 km de canales muertos y 136 km de nuevo cauce.
La longitud resultante de riberas protegidas contra inundaciones comprende un total de 2940 km (de los 4220 km de riberas protegidas en los ríos húngaros) y es una de las zonas de protección frente a inundaciones más extensa de Europa, más amplia que la de Países Bajos (unos 1500 km), la del río Po (unos 1400 km) o la del río Loira (480 km).

## Navegación
El Tisa es navegable en la mayor parte de su curso. El río está abierto a la navegación internacional desde hace poco ya que, anteriormente, Hungría distinguía entre «ríos nacionales» y «ríos internacionales», indicando los barcos no húngaros a los que se les permitía navegar. Desde que Hungría se unió a la Unión Europea, esta distinción se levantó y todos los barcos tienen permitido navegar en el Tisa.
Las condiciones de navegación varían con las circunstancias del río y cuando se inunda a menudo es innavegable, como tampoco lo es en momentos de extrema sequía.

## El desastre ambiental del año 2000
El 30 de enero del 2000, una presa cedió en una explotación de oro de Baia Mare en el norte de Rumania, dejando escapar 100 000 m³ de aguas fangosas. La alta concentración de cianuro de ese vertido se tradujo en la casi total destrucción de la fauna y la flora acuáticas en el río Someş y luego en el Tisa. Los efectos del derrame llegaron hasta el mar Negro. Hungría presentó una denuncia contra la empresa australiana Esmeralda, accionista mayoritaria de las acciones de la empresa Aurul de Baia Mare.

## Hidrografía
El Tisa fluye a través de la gran llanura húngara, que es una de las regiones más grandes y llanas de Europa central, con poca pendiente, y en ella el río corre muy despacio a causa de su escasa pendiente por un cauce con muchos meandros y curvas, con frecuentes brazos y meandros abandonados. Su caudal es irregular, escaso a finales del verano, al punto de poder ser atravesado a pie en muchos lugares, pero muy crecido cuando se funden las nieves de los Cárpatos, que pueden llegar de 2000 a 3000 m³/s y provocar grandes inundaciones en la región, a pesar del gran embalse aliviadero creado (lago Tisza).
| Caudal medio mensual del Tisa en la estación hidrológica de Szeged (Datos calculados en ? años, en m³/s) |
| |